# Violgubbe
Violgubbe (Gomphus clavatus) är en sällsynt och ätlig basidiesvamp i familjen Gomphaceae. Arten bildar mykorrhiza främst med gran (Picea abies) och i södra Sverige, även med bok (Fagus sylvatica) och trivs i kalkrika, äldre barr- eller bokskogar.
Dess utbredning omfattar Europa, Asien och västra Nordamerika, men populationerna är fläckvis spridda och oftast små. I Sverige förekommer violgubbe huvudsakligen i kalkgransskogar i Uppland, Gotland och sydöstra Norrland samt lokalt i bokskogar i södra Götaland. På grund av det storskaliga bortfallet av äldre kalkbarrskog är arten rödlistad som sårbar (VU) nationellt.
Fruktkropparna dyker upp under sensommar och höst, bildar ibland ofullständiga häxringar och känns igen på sin trattformade, violett-bruna hatt med åsig undersida. Svampen anses av många svampkännare vara en delikatess, men lagras smaken som kan bli besk hos äldre exemplar.
På svenska har den tidigare varit känd under namnet klubblik trumpetsvamp och i folkmun även grisöra, vilket också dess engelska namn idag.

## Utseende och kännetecken
Violgubbe är en kompakt, kantarell lik svamp med en trattformad fruktkropp och ett åsigt till rynkigt hymenium i violett till brun violett nyans. Översidan är slät och smutsigt brungul, ofta med violetta inslag. Fruktkropparna uppträder på hösten, blir 5-15 cm höga och upp till cirka 10 cm breda vid hattens kant. Violgubben är den enda arten av släktet Gomphus i norra Europa och saknar därmed förväxlingsarter med liknande utseende.

### Sporer
Sporerna är mikroskopiskt små, ungefär en hundradels millimeter (cirka 0,01 mm) i längd, och sprids i regel med vindens hjälp. Etableringen av ett nytt mycel förfaller dock vara en mer komplex process som kräver specifika miljöförhållanden. Utöver vindtransport kan sporer även överföras via svampätande djur, exempelvis sniglar, insekter och däggdjur, men detaljerna i dessa alternativa spridningsvägar är fortfarande oupptäckta - inga vetenskapliga studier har hittills genomförts för att klarlägga dem.

### Utveckling genom livet
Hos unga exemplar är fruktkropparna tydligt violettfärgade, framför allt på hattens undersida och fot. Efter hand mattas den violetta tonen successivt av och övergår till en grålila nyans, där hattens ovansida bleks snabbt och skiftar mot brungult med inslag av grått och oliv. I de älsta stadierna har de violetta och lila tonerna ofta försvunnit helt, och hela svampen framstår istället som smutsigt brungul.

Förekomst av violgubbe

## Utbredning
Violgubbe förekommer på norra halvklotet med en kontinuerlig utbredning från Västeuropa över Sibirien till västra Nordamerika. I Europa är arten funnen i 25 länder, från Iberiska halvön till Baltikum och Skandinavien, samt i alpin skog i Centraleuropa.

### Svensk utbredning
I Sverige har violgubbe rapporterats från cirka 400 lokaler (2016), varav huvudparten ligger i kalkrik granskog i östra Svealand (Särskilt Uppland), Gotland och sydöstra Norrland. Mindre förekomster finns även i södra och västra Götaland (bokskogsmiljö) samt enstaka fynd i Jämtlands och Norrbottens län. De flesta fynd görs på hösten, under sensommaren och tidig höst.

### Habitat och substrat
I Sverige förekommer violgubbe nästan uteslutande i äldre kalkrika grandominerade barrskogar med mullrika brunjordar. Endast ett fåtal fynd (knappt tio lokaliteter) har gjorts i ren bokskog.

1-10 11-50 50+ Förekomst av violgubbe i Sverige för år 2023

Vanliga växtplatser är frisk, mossrik mark i svaga sluttningar eller småkuperad terräng, ofta i övergångszoner mellan torrare risvegetation och mer fuktiga örtstråk eller sumpskogar. Violgubben trivs där marken är kalkhaltig och ståndortsfaktorer som rörligt grundvatten och hög bonitet i flerskiktade, äldre skogsbestånd är viktiga för artens mycelutveckling.

## Ekologi och biotop
Violgubbe är en äkta mykorrhizasvamp som främst bildar symbiotiska förbindelser med gran (Picea abies) och i mindre utsträckning med bok (Fagus sylvatica) i Sverige. Utomlands har arten även rapporteras tillsammans med ädelgran, tall och ek.

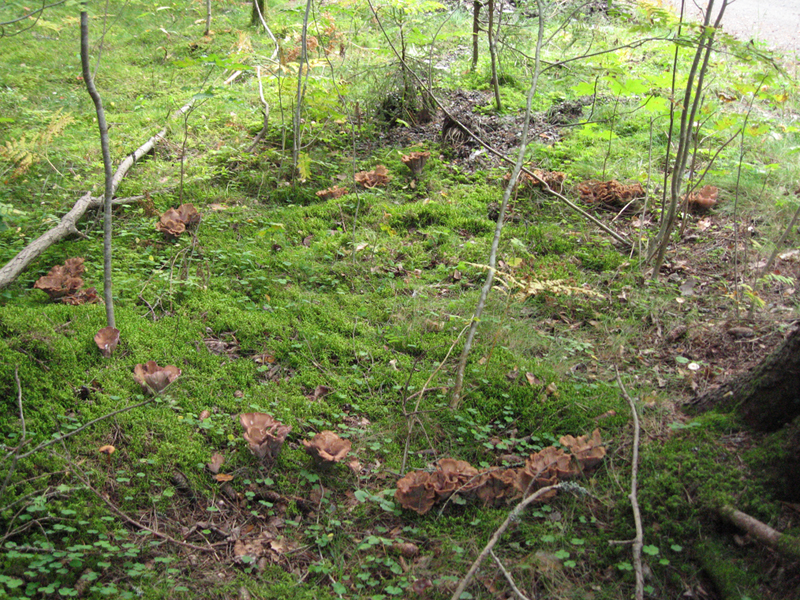
Häxring av violgubbe

### Häxringar
Violgubben växer ofta i ofullständiga ringar eller långa rader, där mycelet expanderar utåt från en central punkt. Häxringens diameter ligger vanligen mellan 1 och 7 meter, men i äldre, kontinuerligt skyddade skogar kan de nå hela 12-14 meter.

### Genetisk variation
Violgubben växer i Sverige i två olika skogsmiljöer, dels örtrik granskog och dels i bokskog. Några studier på genetisk variation av svampar från dessa olika skogsmiljöer har ännu inte genomförts, men det är möjligt att det finns vissa genetiska skillnader mellan populationerna. Detta eftersom svampen förmodligen har haft två olika invandringsvägar till Sverige: den i granskog växande violgubben förekommer huvudsakligen i östra Svealand och har troligen invandrat österifrån, medan de populationer som växer i bokskog har kommit söderifrån. Dessa olika ursprung skulle kunna ha gett upphov till genetisk diversitet inom arten.

## Föröknings- och spridningssätt
För att föröka sig bildar mycelet fruktkroppar med miljontals sporer, vilka sprids och ger upphov till nytt mycel. Violgubbens fruktkroppar utvecklas årligen och syns vanligen från sensommaren och hela hösten. Under torra år, med låg nederbörd, kan dock fortplantningen utebli. På lång sikt påverkar detta inte artens överlevnad eller spridningsförmåga, eftersom det fleråriga mycelet kan föröka sig igen då väderleksförhållandena åter blir gynnsamma.

## Taxonomi
Violgubbe har det accepterade vetenskapliga namnet Gomphus clavatus (Pers.) Gray, vilket fastställdes av Samuel Frederick Gray 1821 på grundval av Christiaan Hendrik Persoon ursprung beskrivning som Merulius clavatus Pers. 1796. I samma källa anges även Craterellus clavatus (Pers.) Fr. och Gomphus clavatus (Pers.) Gray som synonymer.

### Taxonomisk hierarki
Arten tillhör riket Svampar (Fungi), fylum Basidiesvampar (Basidiomycota), under fylum Agaricomycotina, klassen Agaricomycetes, underklass Phallomycetidae, ordning Gomphales, familj Gomphaceae, släkte Gomphus.
Släktet Gomphus grundades av Persoon 1796 och har Gomphus clavatus som typart. Enligt SLU Artdatabanken är arten bofast och reproducerande i Sverige med spontan invandringshistoria, taxon status är accepterat och kategorin Art och den är registrerad TaxonID 720 samt globala identifierare urn:lsid:dyntaxa.se:Taxon:720 och urn:indexfungorum.org:names:356880. På svenska är den rekommenderade beteckningen violgubbe, medan klubblik trumpetsvamp anges som synonym.

## Ätlighet

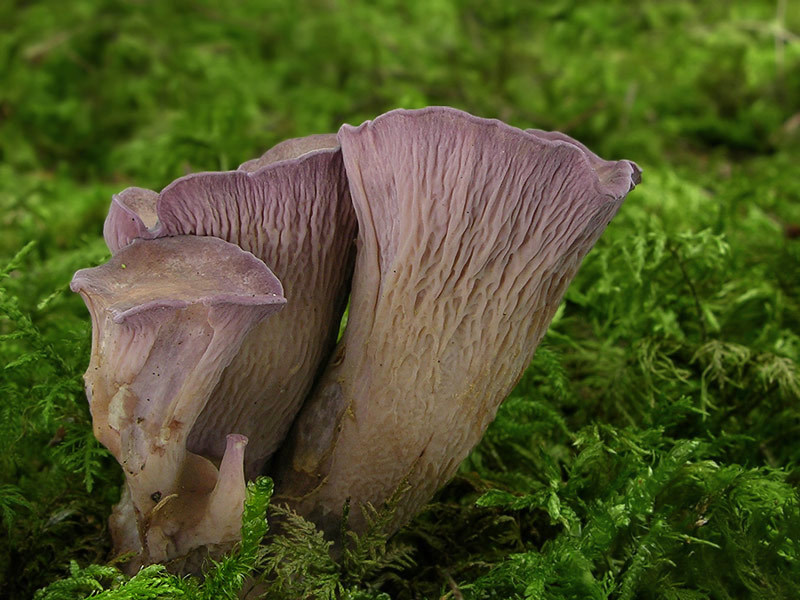
Violgubbe

Violgubbe är ätlig och rankas som "choice" av vissa svampkännare, medan andra finner den ganska smaklös eller aningen besk när den blir äldre. Svampen har en köttig, fast konsistens som ofta jämförs med rött kött i tillagning och kan passa väl i gryträtter eller stuvningar. Som med många matsvampar kan konsumtion orsaka gastrointestinala besvär hos känsliga individer.

### Smak
Fruktkropparna uppges ha en mild, jordig doft som liknar andra matsvampar i familjen Gomphaceae. Smaken beskrivs som mjukt nötaktig eller mustig, men kan övergå i bitterhet hos äldre eller insektsangripna exemplar.

## Bevarandestatus och hotbild
Sedan rödlistningen 2005 klassificeras violgubben som sårbar (VU A2c+3c+4c), efter att år 2000 bedömts som nära hotad (NT). Det ökade hotet beror på att arten främst förekommer i äldre, betespräglade, ört- och kalkrika barrskogar på frisk mark med hög bonitet - en skogstyp som slutavverkas i snabb takt och som är underrepresenterad i skyddade områden och inveteringar såsom nyckelbiotopsinventering. Slutavverkning av äldre kalkrik granskog, ofta i kombination med att skogsbete upphört och att man övergått till trakthyggesbruk, utgör det största hotet. Violgubben överlever inte en fullständig slutavverkning: när trädrötternas mykorrhizasamband bryts dör markmycelet och arten har mycket svårt att etablera sig i nya bestånd. Dessa grundvattenbetingade kalkbarrskogar är, i ett europeiskt perspektiv, en sällsynt skogsbiotop för vilket Sverige har ett internationellt ansvar.
| Världsdel | Land           | Rödlistningskategori | Bedömningskriterier | Populationstrend |
| --------- | -------------- | -------------------- | ------------------- | ---------------- |
| Europa    | Norge          | NT                   | A2c+3c+4c           | ▼                |
| Europa    | Sverige        | VU                   | A2c+3c+4c           | ▼                |
| Europa    | Finland        | NT                   | A2c+3c+4c           | ▼                |
| Europa    | Danmark        | CR                   | C1, D               | ▼                |
| Europa    | Italien        | EN                   | ingen data          | ▼                |
| Europa    | Tjeckien       | CR                   | ingen data          | ingen data       |
| Europa    | Estland        | VU                   | ingen data          | ingen data       |
| Europa    | Frankrike      | Föreslagits          | ingen data          | ingen data       |
| Europa    | Tyskland       | Föreslagits          | ingen data          | ingen data       |
| Europa    | Spanien        | Föreslagits          | ingen data          | ingen data       |
| Europa    | Portugal       | Föreslagits          | ingen data          | ingen data       |
| Europa    | Ungern         | Skyddad              | ingen data          | ingen data       |
| Europa    | Lettland       | EN                   | ingen data          | ingen data       |
| Europa    | Polen          | E                    | ingen data          | ingen data       |
| Europa    | Österrike      | 2                    | ingen data          | ingen data       |
| Europa    | Bulgarien      | V                    | ingen data          | ingen data       |
| Europa    | Rumänien       | NT                   | ingen data          | ingen data       |
| Europa    | Serbien        | DD                   | ingen data          | ingen data       |
| Europa    | Slovakien      | VU                   | ingen data          | ingen data       |
| Europa    | Turkiet        | VU                   | ingen data          | ingen data       |
| Europa    | Storbritannien | RE                   | ingen data          | ingen data       |
| Eurasien  | Ryssland       | ingen data           | ingen data          | ingen data       |

Tabellen är ifrån redlist.info

### Åtgärder
Natursvårdsverket genomförde under åren 2006-2011, med förlängning till 2016, ett nationellt åtgärdsprogram för bevarande av violgubbe. Beslut om att fastställa programmet fattades den 9 november 2006 och gäller för perioden 2006-2011.